# Awakening Nature from Her Dream
Awakening Nature from Her Dream ist ein Musikalbum von Mars Williams und Vasco Trilla. Die 2019 live im Veranstaltungsort Robadors 23 in Barcelona entstandenen Aufnahmen erschienen am 24. Januar 2025 auf Not Two Records.

## Hintergrund
Der 2023 verstorbene Saxophonist Mars Williams war vor allem durch sein Projekt Mars Williams presents: An Ayler Xmas bekannt, das verschiedene Avantgarde-Jazzmusiker zusammenbrachte: Darüber hinaus war er in verschiedenen Rockgruppen (wie The Waitresses, The Psychedelic Furs und Ministry) aktiv und tat sich mit Jazz-Begegnungen hervor, mit Größen wie Hal Russell, Ken Vandermark, Peter Brötzmann und seinen eigenen Kooperationsprojekten. Ein Konzertmitschnitt von 2019 dokumentiert einen Duo-Auftritt in Barcelona mit dem jüngeren spanischen Schlagzeuger Vasco Trilla. Die beiden Musiker hatten bereits 2020 bzw. 2023 die gemeinsamen Alben Spiracle und Critical Mass (Not Two Records) vorgelegt.

## Titelliste
- Mars Williams / Vasco Trilla: Awakening Nature from Her Dream (Not Two Records MW1039-2)[1]

1. Awakening #1 13:51
2. Awakening #2 7:48
3. Awakening #3 15:46
4. Awakening #4 6:33

Die Kompositionen stammen von Mars Williams und Vasco Trilla.

## Rezeption

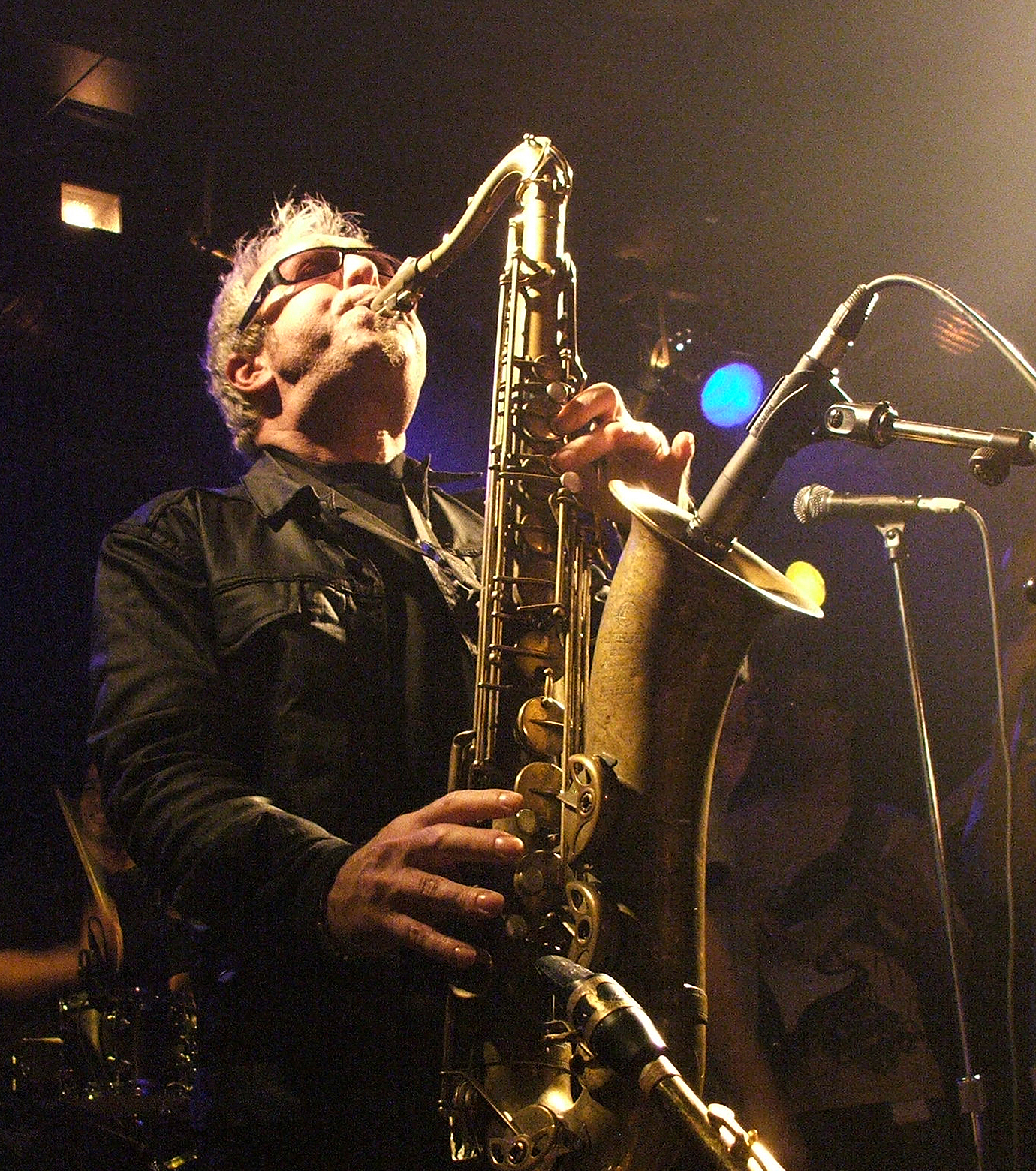
Mars Williams (2011)

Awakening Nature from Her Dream würde einen treffenden Titel tragen, schrieb Andrey Henkin (Squid's Ear). Statt des erwarteten Bombasts tendierten Williams (mit Holzblas- und Spielzeuginstrumenten) und Trilla (Schlagzeug, Perkussion) „zu einer atomistischen Art von Space Jazz, weniger Supernova-Explosionen, sondern vielmehr die Ausstrahlungen dunkler Materie der kosmischen Leere“. Es würde mehr als die Hälfte des fast 14-minütigen Eröffnungsstücks „Awakening #1“ dauern, bis man nur noch ein Flüstern höre. Williams und Trilla beschwörten „das geschäftige Treiben eines orientalischen Basars nach Sonnenaufgang herauf“, bevor es wieder ruhig werde. Darauf folge das halb so lange „Awakening #2“, das sich zu einem packenden und frenetischen Höhepunkt steigere, der durch das Vorangegangene noch mitreißender wirke. „Awakening #3“ sei geprägt von Gestik, Textur und Puls – eine Übung in Zurückhaltung beider Beteiligten. Das abschließende „Awakening #4“ sei wahrscheinlich das gewesen, worauf das spanische Publikum das ganze Konzert über geduldig gewartet hatte: ein grandioses Stück, das an ähnliche Werke Peter Brötzmanns erinnerte und [wobei Trilla] eine Mischung aus allen Schlagzeugern bot, mit denen dieser je zusammengearbeitet hatte, von Han Bennink bis Hamid Drake.